# Escuela de negocios y dirección de empresas Richard J. Fox
La Escuela de negocios y Dirección de Empresas Richard J. Fox, conocida como Escuela Fox, es la escuela de negocios de la Universidad del Temple, situada en Filadelfia, Pensilvania.

## Desarrollo
La Escuela de Fox ofrece varios MBA especializados, así como diversas maestrías y programas de doctorado, en finanzas y economía. Con 5.500 alumnos, 154 profesores a tiempo completo, y más de 42.000 graduados, es la escuela de negocios más grande en la región de Filadelfia. El Dr. M. Moshe Porat es el decano.
Fundada en 1918, el Richard J. Fox School of Business y el nombre de Gestión fue conferido en 1999. En 1942, se agregó un programa de MBA, y en 1973 fue acreditado por la AACSB, la Asociación Internacional para la Gestión de la Educación. El programa de doctorado en Economía fue establecido en 1976 y ahora es uno de los tres programas acreditados de doctorado en la Escuela de Fox.